# Cladocolea sandwithii
Cladocolea sandwithii är en tvåhjärtbladig växtart som först beskrevs av Bassett Maguire, och fick sitt nu gällande namn av J. Kuijt. Cladocolea sandwithii ingår i släktet Cladocolea och familjen Loranthaceae. Inga underarter finns listade i Catalogue of Life.